# Ingeborg Schmitz
Ingeborg Schmitz, née le 22 avril 1922 à Berlin, est une nageuse allemande spécialiste des épreuves en nage libre.

## Palmarès

### Jeux olympiques
- Jeux olympiques de 1936 à Berlin (Allemagne) :
  -  Médaille d'argent sur 4 x 100 m nage libre[1].